# Клих Станіслав Романович
Станісла́в Рома́нович Клих (нар. 25 січня 1974) — український журналіст, історик. У серпні 2014 року заарештований в Росії, де незаконно утримувався під вартою за сфабрикованими звинуваченнями у злочинах проти федеральних військ, скоєних у ході першої чеченської війни. У травні 2016 року засуджений до 20 років ув'язнення. Звільнений 07.09.2019 і повернений в Україну.

## Життєпис
Станіслав Клих народився 25 січня 1974 року в Києві. Закінчив історичний факультет Київського національного університету ім. Тараса Шевченка. Викладав історію у навчальному закладі м. Києва - Академії муніципального управління. Писав статті з історії, протягом певного часу організовував книжкові ярмарки.
У 2002 році балотувався у Верховну Раду України, за партійним списком від партії "Українська національна асамблея", загдується як безпартійний, та викладач Академії муніципального управління, але не обраний. 
У грудні 2005 року брав участь у передвиборному з'їзді Партії регіонів у Києві, про що стверджувала перебуваюча нині у Москві колишня українська журналістка Оксана Шкода. 
У 2008 році безуспішно балотувався у Київську міськраду за партійним списком від партії "Соціал-патріотична асамблея слов'ян" (СПАС), список якої на виборах очолював Коваленко Едуард Володимирович. 
17 червня 2009 року виступав на прес-конференції в Києві, яку організувала "Соціал-патріотична асамблея слов'ян", і там представлявся, як координатор громадської кампанії “Саакашвили, позови своих домой!”, та як представник "Всеукраїнського моніторингового центру". 
У 2010 році Клих, разом із Едуардом Коваленком, виступив на прес-конференції, що проходила на території «Придністровської Молдавської Республіки» та сприяв проведенню виборів у невизнаній республіці, що безпосередньо контролюється російською стороною. 
Під час відпочинку на морі влітку 2013 року познайомився з росіянкою Вікторією. Невдовзі жінка приїхала до Києва, щоб продовжити спілкування. Невдовзі вона заявила, що вагітна, і Станіслав Клих поїхав у російське місто Орел, щоб роз'яснити ситуацію. Його затримали 11 серпня 2014 року та заарештували на 15 діб «за непокору працівникам поліції». Далі Клиха перевезли в Єсентуки, а згодом у П'ятигорськ. Проти нього відкрито кримінальну справу за, нібито, участь у Першій чеченській війні. З метою добитися від Станіслава зізнання, а також свідчень проти українських політичних діячів, до нього було застосовано жорстокі тортури, які призвели до серйозних наслідків психологічного характеру.
Але Клих стверджує, що взагалі ніколи раніше не був у Чечні .
26 травня 2016 року Станіслава Клиха засудили до 20 років колонії суворого режиму за звинуваченням «у керівництві і участі в банді, вбивстві двох і більше осіб у зв'язку з виконанням ними свого службового обов'язку і замаху на вбивство у складі бандформувань на Північному Кавказі у 1994 році». 26 жовтня Верховний суд РФ відхилив апеляцію захисту і визнав вирок Клиху і Миколі Карпюку «законним».
Після оголошення вироку стало відомо, що на Станіслава також було відкрито нову справу за звинуваченням у неповазі до суду за нібито образливе звернення на адресу прокурора. У листопаді 2016 році районний суд у Грозному визнав його винним і за цією статтею та додав до величезного тюремного строку політв'язня ще один місяць.
Клиха утримували у в'язниці в місті Верхньоуральськ Челябінської області. 29 червня 2018 року Станіслава Клиха етапували з колонії до психіатричної лікарні у Магнітогорську. 7 серпня його перевели назад у колонію.. 07 вересня 2019 року повернений в Україну у рамках взаємного звільнення Україною та РФ утримуваних осіб.
Із ЗМІ можна взнати, що участь Клиха у проросійських організаціях та його проросійська позиція не врятувала його від російської тюрми та катувань.

## Реакція на арешт
Російська правозахисна організація «Меморіал» визнала Станіслава Клиха разом з Миколою Карпюком політв'язнями. Amnesty International назвала судовий процес над Миколою Карпюком та Станіславом Клихом «пародією на правосуддя». 